# La Fontenelle (Ille-et-Vilaine)
La Fontenelle (bretonsky Ar Fantanig, gallo La Fontenèll) je bývalá obec v departementu Ille-et-Vilaine v Bretani v severozápadní Francii. Dne 1. ledna 2019 byla společně s několika dalšími obcemi (Antrain, Tremblay a Saint-Ouen-la-Rouërie) sloučena do nového sídla s názvem Val-Couesnon.

## Vývoj počtu obyvatel
Obyvatelé obce jsou ve francouzštině nazýváni Fontenellois.